# Mirrors
Mirrors là album phòng thu đầu tay của nam ca sĩ kiêm rapper người Hồng Kông Jackson Wang. Được phát hành bởi Team Wang và Western and 6th vào ngày 25 tháng 10 năm 2019. "Bullet to the Heart" và "Dway!" là lead single của album.

## Chuẩn bị
Vào ngày 12 tháng 9 năm 2019, Wang đã tổ chức buổi nghe album đầu tiên Mirrors cho báo chí: bản thu âm kỹ thuật số, thể hiện cảm xúc của giới trẻ đương đại và kết hợp các yếu tố văn hóa truyền thống của Trung Quốc, được sản xuất tại Trung Quốc, Hàn Quốc và Hoa Kỳ. Wang giám sát toàn bộ quá trình, từ khâu sáng tạo ban đầu đến đóng gói, và đích thân tham gia vào việc sắp xếp, viết lời và quay video âm nhạc. Album có phiên bản tiếng Trung bài hát "I Love You 3000" của Stephanie Pori và bảy bài hát bằng tiếng Anh, trong đó "Faded" dự kiến sẽ được phát hành dưới dạng đĩa đơn độc lập vào tháng 3 năm 2019.
Trong một cuộc phỏng vấn với iD, Wang nói: "Đối với album này, tôi thực sự đã tìm thấy con người thực sự của mình. Tôi đã phát hành rất nhiều bài hát rap trong quá khứ, ở Trung Quốc, tôi đã phát hành nhiều bài hát thể loại ballad và R&B, vì vậy nó chỉ có thành quả. Tôi cảm thấy nó là dành cho tôi." Thông qua Mirrors, anh ấy chia sẻ những cảm xúc chân thật và sâu sắc nhất của mình, nói về tình yêu, thời gian cạn kiệt, những thành tựu của anh ấy và anh ấy đang ở đâu trong cuộc sống. Mặc dù chủ đề chính của các bài hát trông giống như tình yêu lãng mạn, nhưng đối tượng mà anh ấy hát về chính là bản thân anh ấy, những con quỷ, nỗi sợ hãi hoặc niềm đam mê của anh ấy.
Đĩa đơn đầu tiên của album, "Bullet to the Heart", được phát hành vào ngày 24 tháng 9, nói về việc vượt qua những trở ngại và khó khăn trải qua khi theo đuổi một ước mơ. Đĩa đơn thứ hai của album là "Dway!", Được xuất bản vào ngày 22 tháng 10, và bày tỏ niềm tự hào của Wang đối với những thành tựu của mình và niềm tin rằng anh ấy có thể làm chủ cuộc đời mình. Tiêu đề là một cách chơi chữ với từ "对" trong tiếng Trung, có nghĩa là "Tôi nói đúng". Toàn bộ album được phát hành vào ngày 25 tháng 10 năm 2019 cùng với video âm nhạc cho "Titanic", một bài hát hợp tác với ca sĩ kiêm rapper người Indonesia Rich Brian.

## Đón nhận
Về album, Clash cho biết "Sự nghiệp solo của Jackson Wang được thiết lập để thực sự tỏa sáng. [...] Điều ấn tượng nhất về bản thu âm [...] là dải âm thanh tuyệt vời mà nghệ sĩ trẻ đã cố gắng thể hiện trong tám phút ngắn ngủi. Các bản nhạc, không có bản nhạc nào giống bản nhạc khác và điều đó đặt ra tiêu chuẩn thực sự cao cho bất cứ thứ gì anh ấy ra mắt tiếp theo."  Jeff Benjamin từ Billboard đã viết" Tiêu đề của album là Mirrors là một sự phù hợp hoàn hảo vì một album phản ánh chân thực, đôi khi khắc nghiệt, về con người thật của một người. Đó là một sự thay đổi so với Journey to the West đã được Jackson công bố trước đó, vì tất cả tám bài hát này đều giống như một sự suy ngẫm lớn hơn về Wang với tư cách là một con người hơn là về một nỗ lực chéo. [...] Một trong những bài hát nổi bật của Mirror "Bad Back" tỏa sáng như một trong những bài hát thú vị nhất trong album vì nó dường như có nhiều lớp để thể hiện Jackson vừa là một nghệ sĩ vừa là một người bình thường" và "Mirrors" giống như một cuộc hành trình khám phá bản thân với một danh sách theo dõi giới thiệu những khía cạnh mới của Jackson với tư cách là một nghệ sĩ."
Sau khi phát hành, "Bullet to the Heart" đã đứng ở vị trí số 1 trên Bảng xếp hạng Billboard Trung Quốc và đạt vị trí số 1 trên Bảng xếp hạng xã hội Trung Quốc.
Trong tuần 3, ngày 9 tháng 11 năm 2019, album đã đứng thứ 32 trên Billboard 200, trở thành album đầu tay có thứ hạng cao nhất từ trước đến nay của một nghệ sĩ Trung Quốc. Trong cùng tuần, nó cũng ra mắt trên các bảng xếp hạng khác của Billboard: đứng thứ 3 trên Bảng xếp hạng album kỹ thuật số, hạng 1 trên Bảng xếp hạng album độc lập, hạng 2 trên Bảng xếp hạng bán album nhạc rap, hạng 3 trên Bảng xếp hạng album kỹ thuật số Bảng xếp hạng, # 4 trên Bảng xếp hạng bán album hàng đầu và Bảng xếp hạng album hàng đầu hiện tại, # 18 trên Bảng xếp hạng album Rap hàng đầu và # 22 trên Bảng xếp hạng album R&B / Hip-Hop hàng đầu.

## Doanh số
Mirrors được bán trước vào ngày 26 tháng 9 và bán được 453.000 bản trong vòng mười ngày, trở thành album kỹ thuật số bán chạy thứ ba trong năm 2019 trên NetEase. Đến cuối năm, nó trở thành kỷ lục bán chạy nhất trên nền tảng này với hơn 800.000 bản được bán ra.

## Danh sách ca khúc
| STT | Nhan đề                                | Thời lượng |
| --- | -------------------------------------- | ---------- |
| 1.  | "Bullet to the Heart"                  | 2:26       |
| 2.  | "On the Rocks"                         | 3:09       |
| 3.  | "Dway!"                                | 2:25       |
| 4.  | "Unless I'm With You"                  | 2:27       |
| 5.  | "Bad Back (feat. GoldLink)"            | 2:42       |
| 6.  | "Titanic (feat. Rich Brian)"           | 2:21       |
| 7.  | "Faded"                                | 2:37       |
| 8.  | "爱 (I Love You 3000 Chinese version)" | 3:30       |

## Giải thưởng và đề cử
| Năm  | Giải Thưởng                         | Hạng Mục                               | Kết Quả   | Chú Thích |
| ---- | ----------------------------------- | -------------------------------------- | --------- | --------- |
| 2019 | NetEase Cloud Music 2019 Music List | Best Selling Digital Album of the Year | Đoạt giải |           |
| 2019 | NetEase Cloud Music 2019 Music List | Most Popular Chinese Album of the Year | Đoạt giải |           |
| 2019 | NetEase Cloud Music 2019 Music List | Most Popular Pop Album of the Year     | Đoạt giải |           |
| 2020 | Channel R Radio Awards              | Best Album                             | Đề cử     |           |

## Xếp hạng
| Bảng xếp hạng (2019)             | Vị trí Cao nhất |
| -------------------------------- | --------------- |
| Australian Digital Albums (ARIA) | 18              |
| French Digital Albums (SNEP)     | 62              |
| UK Digital Albums (OCC)          | 83              |
| US Billboard 200                 | 32              |
| US Top Album Sales (Billboard)   | 4               |